# Landgericht Dettelbach
Das Landgericht Dettelbach war ein von 1804 bis 1879 bestehendes bayerisches Landgericht älterer Ordnung mit Sitz in Dettelbach im heutigen Landkreis Kitzingen. Die Landgerichte waren im Königreich Bayern Gerichts- und Verwaltungsbehörden, die 1862 in administrativer Hinsicht von den Bezirksämtern und 1879 in juristischer Hinsicht von den Amtsgerichten abgelöst wurden.

## Geschichte
Im Jahr 1804 wurde mit der Verwaltungsneugliederung Bayerns das Landgericht Dettelbach errichtet. Von 1806 bis 1814 war es ein Landgericht im Großherzogtum Würzburg und kam dann zum Königreich Bayern. Das Landgericht kam im Jahr 1817 zum neu gegründeten Untermainkreis, dem Vorläufer des späteren Regierungsbezirks Unterfranken.
Anlässlich der Einführung des Gerichtsverfassungsgesetzes am 1. Oktober 1879 wurde das Amtsgericht Dettelbach errichtet, dessen Sprengel das Gebiet des vorherigen Landgerichtsbezirks Dettelbach mit den Gemeinden Albertshofen, Bibergau, Brück, Dettelbach, Dipbach, Effeldorf, Euerfeld, Gerlachshausen, Hörblach, Mainsondheim, Mainstockheim, Münsterschwarzach, Neuses am Berg, Neusetz, Oberpleichfeld, Prosselsheim, Püssensheim, Schernau, Schnepfenbach, Schwarzenau und Stadtschwarzach umfasste.